# Holbrookia propinqua
Holbrookia propinqua är en ödleart som beskrevs av  Baird och GIRARD 1852. Holbrookia propinqua ingår i släktet Holbrookia och familjen Phrynosomatidae.
Denna ödla förekommer i södra Texas och i angränsande regioner av Mexiko. Den lever i låglandet och på högplatå. Exemplaren vistas i sanddyner och på gräsmarker. Födan utgörs av krabbor och av små däggdjur. Honor lägger ägg.
Beståndet hotas i viss mån av ländskapsförändringar när jordbruksmark eller sockerrörodlingar etableras. Hela populationen bedöms som stabil. IUCN kategoriserar arten globalt som livskraftig.

## Underarter
Arten delas in i följande underarter:
- H. p. propinqua
- H. p. piperata
- H. p. stonei